# 신치구
신치구(申致求, 1932년 7월 16일 ~ 2023년 2월 15일)는 대한민국의 군인, 공직자이다. 육군 중장 출신으로 제23대 국방부 차관을 역임하였다. 본관은 아주.

## 생애
1952년 육군 갑종장교 소위로 임관한 후 6.25 전쟁에 참전하였고, 사단장, 군단장, 육군 교육사령관 등을 역임하였다. 1987년 육군 중장으로 예편한 후 1987년 12월 31일부터 1988년 12월 12일까지 제23대 국방부 차관을 지냈다. 김수환 추기경과 친분이 깊었다. 종교는 천주교이며 세례명은 베르나르도이다.